# All About Eve (gruppo musicale)
All About Eve è un gruppo musicale alternative rock britannico, formato nel 1984 dall'iniziativa di un altro gruppo inglese, The Mission.

## Storia degli All About Eve
La prima formazione degli All About Eve era formata dalla cantante Julianne Regan, dal chitarrista Tim Bricheno e dal bassista Andy Cousin cui in un secondo tempo si è unito il batterista Mark Price.
La band ha debuttato nel 1988 con l'album omonimo, al quale sono succeduti altri tre lavori discografici. Gli All About Eve si sono sciolti negli anni novanta, salvo riunirsi temporaneamente nel corso del decennio successivo, anche con il nome di «Mice».
Dopo lo scioglimento del gruppo, Andy Cousin è entrato nella formazione degli stessi Mission, mentre Tim Bricheno ha fatto brevemente parte dei The Sisters of Mercy.

## Discografia

### Album in studio
- 1988 - All About Eve
- 1989 - Scarlet and Other Stories
- 1991 - Touched by Jesus
- 1992 - Ultraviolet

### EP
- 1990 - Thirteen
- 1992 - Phased
- 2002 - Iceland

### Album dal vivo
- 2000 - Fairy Light Nights 1
- 2001 - Fairy Light Nights 2
- 2003 - Cinemasonic

### Raccolte
- 1992 - Winter Words
- 1999 - The Best of All About Eve
- 2006 - Keepsakes - A Collection